# L'Indépendant (Luxemburg)
L'Indépendant fou un diari luxemburguès nascut el 6 d'octubre de 1945. Es publicà en francès.